# فنزويلا (كوبا)
 فنزويلا  (بالإسبانية: Venezuela ) هي بلدة في مقاطعة سييغو دي أفيلا الكوبية وتقع في الجنوب من عاصمة هذه المقاطعة .

## التركيبة السكانية
وصل عدد السكان في هذه المقاطعة في عام 2004 م إلى 27,333نسمة. و قدرت المساحة حوالي 716 كـم2 (276 ميل2), و نسبة الكثافة السكانية التي قدرت 38.2/كم2 (99/ميل2).